# Mazda

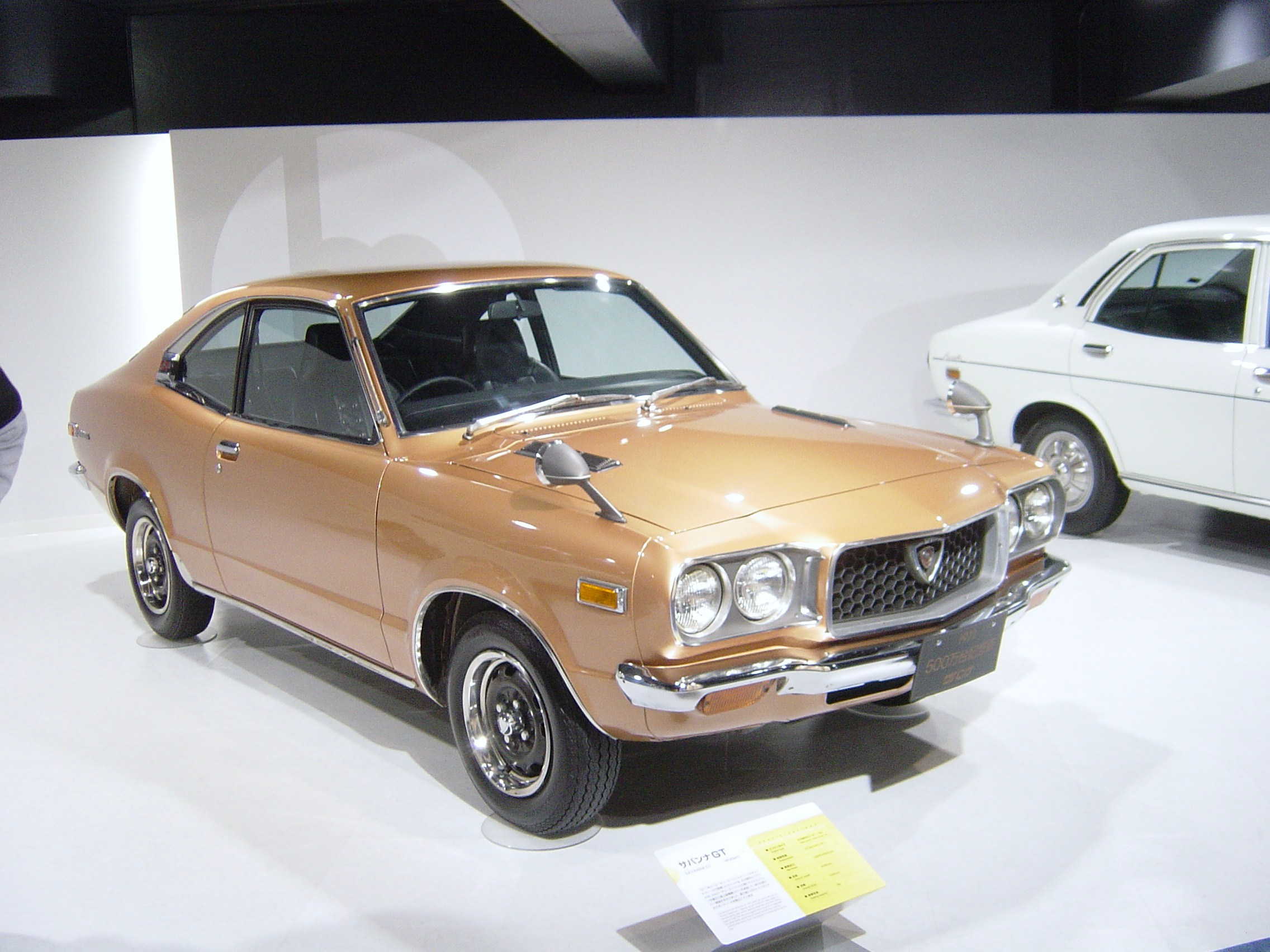
Mazda RX3

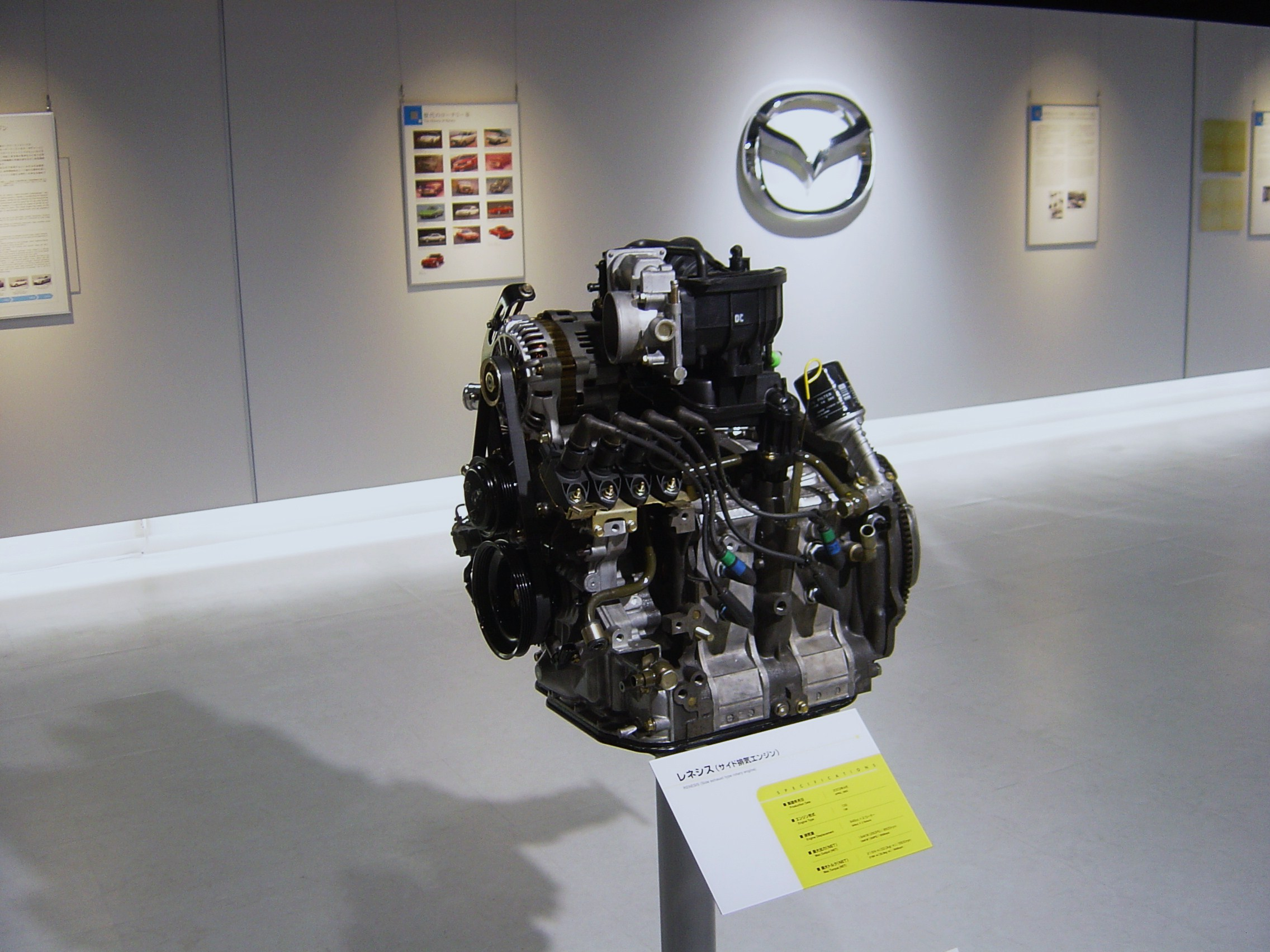
Wankelmotor

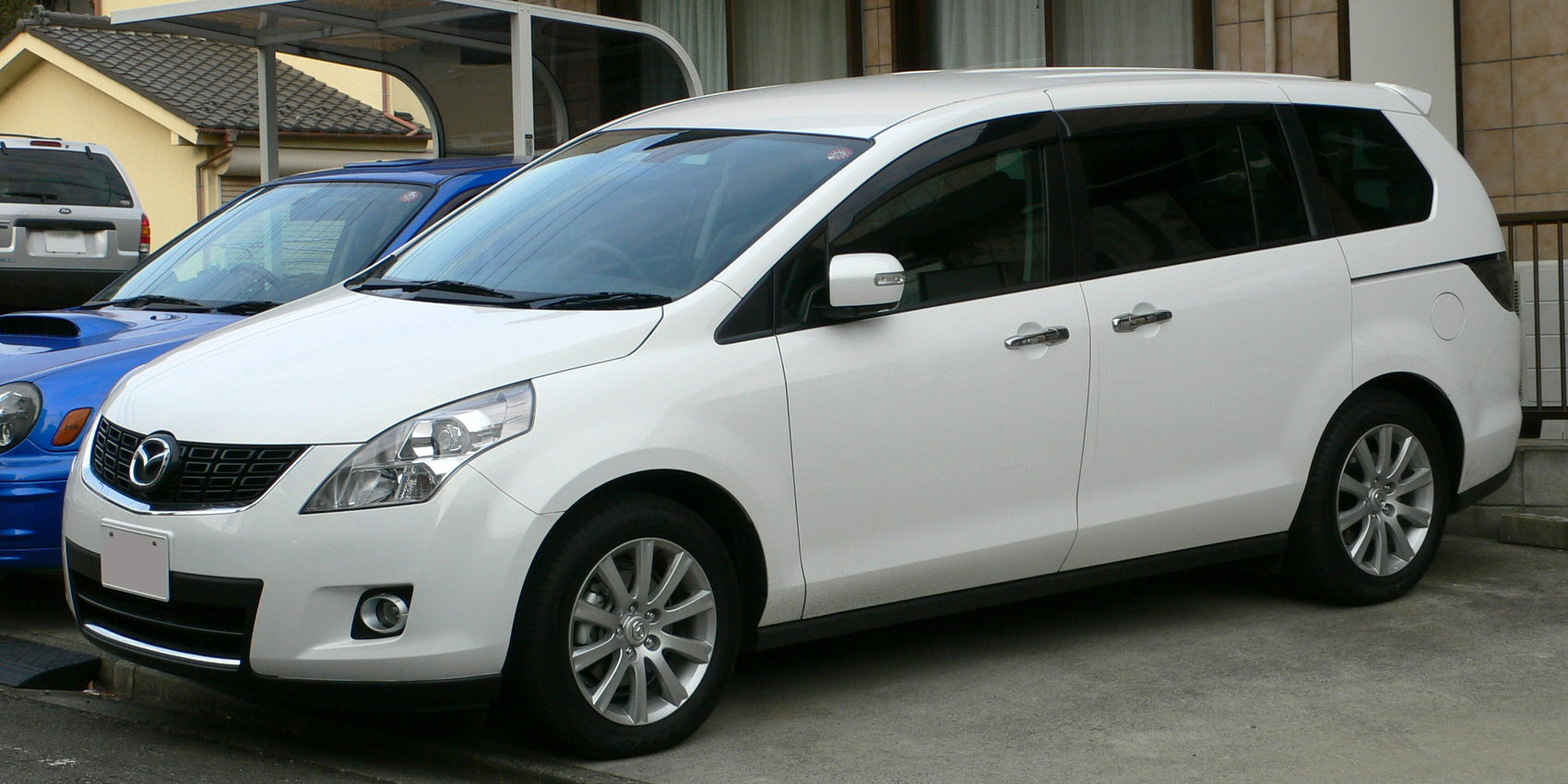
Mazda MPV

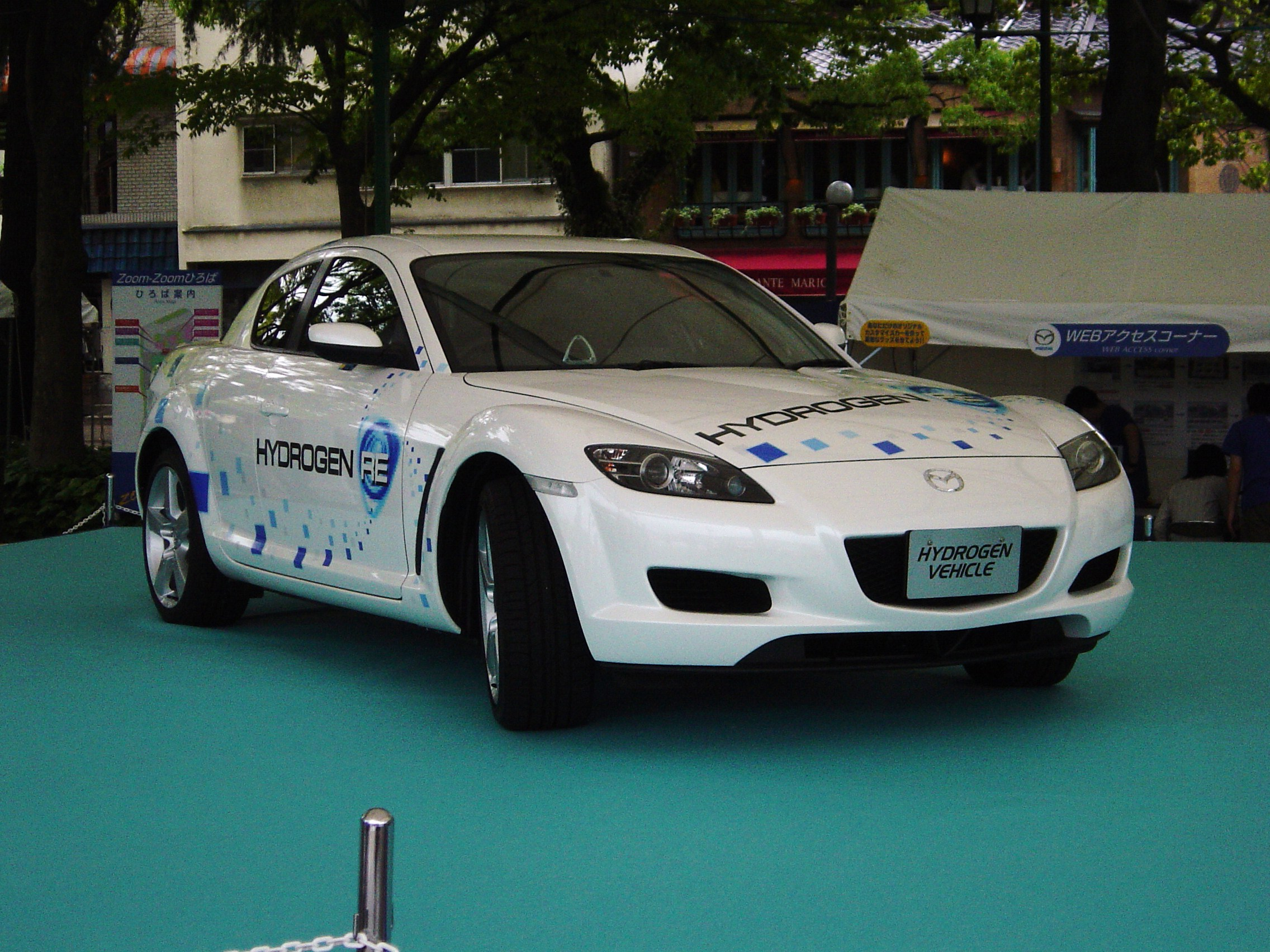
Mazda RX8

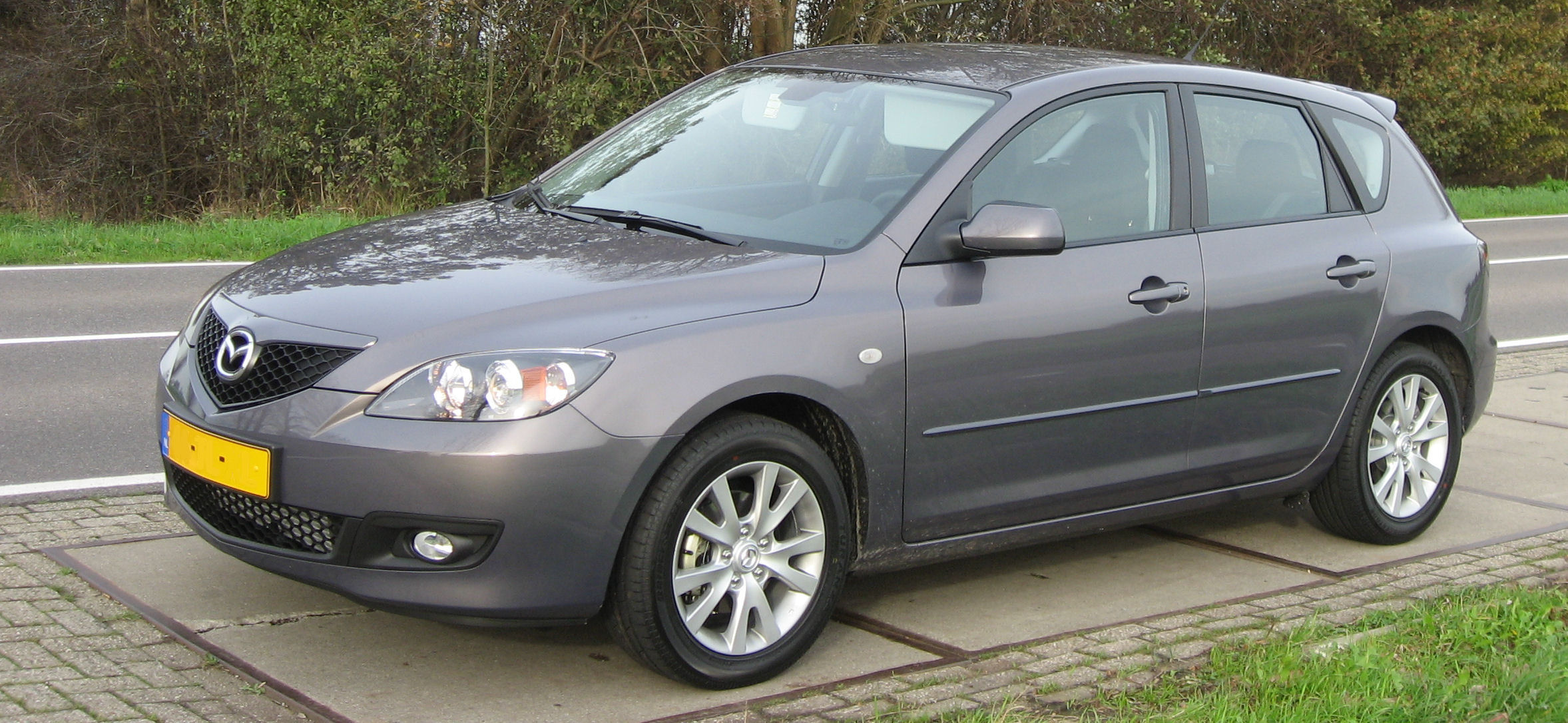
Mazda3 5-deurs

Mazda Motor Corporation (Japans: マツダ株式会社, Matsuda Kabushiki-gaisha), aangeduid als Mazda, is een Japans autobedrijf gevestigd in Fuchū, Aki District, Hiroshima Prefecture, Japan. Mazda produceert en verkoopt auto’s wereldwijd.

## Activiteiten
Mazda is een van de grote Japanse automobielfabrikanten. In het verslagjaar 2021, dat loopt van 1 april 2020 tot 1 april 2021, verkocht Mazda 1,2 miljoen voertuigen. De verkopen in Japan waren bescheiden met 176.000 eenheden in 2021, dit was een marktaandeel van iets meer dan 4%. Noord-Amerika was het belangrijkste afzetgebied met 403.000 voertuigen. In de Volksrepubliek China werden 228.000 voertuigen verkocht, na een piek van 322.000 stuks in 2018.
Mazda heeft vijf grote fabrieken voor de productie van auto’s en onderdelen. De twee grootste, allebei met een jaarcapaciteit van 0,5 miljoen voertuigen, staan in Japan. Verder staan er fabrieken in China, Mexico en Thailand. Al deze drie hebben elk een capaciteit van ongeveer 200.000 eenheden per jaar. Er zijn zo'n 50.000 medewerkers, waarvan 75% in Japan actief is. 
Mazda tekende in mei 2015 een samenwerkingsovereenkomst met Toyota Motor Corporation. Jarenlang was het Amerikaanse Ford Motor Company een belangrijke partner, maar deze samenwerking is minder intensief geworden. Op 10 januari 2018 besloten de twee een fabriek te bouwen in de Verenigde Staten met een capaciteit van 300.000 voertuigen per jaar en wordt gelijk verdeeld over de partners. Op 30 september 2021 ging de productie in de fabriek van start.
In de onderstaande tabel zijn de belangrijkste productiecijfers en financiële gegevens opgenomen.
| Jaar | Autoverkopen (×1000) | Werknemers | Omzet | Nettoresultaat |
| ---- | -------------------- | ---------- | ----- | -------------- |
| 2011 | 1273                 | 38.117     | 2326  | -12,8          |
| 2012 | 1247                 | 37.617     | 2033  | -107,7         |
| 2013 | 1235                 | 37.745     | 2205  | 34,3           |
| 2014 | 1331                 | 40.892     | 2692  | 135,7          |
| 2015 | 1397                 | 44.035     | 3034  | 158,8          |
| 2016 | 1534                 | 46.398     | 3407  | 134,4          |
| 2017 | 1559                 | 48.849     | 3214  | 93,8           |
| 2018 | 1631                 | 49.775     | 3474  | 112,1          |
| 2019 | 1570                 | 49.998     | 3564  | 63,5           |
| 2020 | 1434                 | 50.479     | 3430  | 12,1           |
| 2021 | 1171                 | 49.786     | 2882  | -31,6          |

## Naam
Officieel is de naam van het bedrijf afkomstig van de zoroastrische oppergod Ahura Mazda, met de hoop het beeld van de auto’s te verlichten. Ook is te vinden op de website van Mazda dat de naam verwijst naar Jujiro Matsuda, de oprichter van het autobedrijf.

## Geschiedenis
De historie van Mazda gaat terug tot circa 1920. Toen de firma Toyo Cork Kogyo opgericht werd in Hiroshima (Japan). Het bedrijf produceerde kurk, machines, lampen, booruitrustingen en, gedurende een korte tijd, ook motorfietsen.
Maar de oprichter Jujiro Matsuda breidde zijn activiteiten al snel uit naar de productie van auto's en kwam in 1931 met de naam Mazda. Halverwege de jaren 30 werden gemotoriseerde driewielers en auto’s ontwikkeld en begonnen ze met de bouw van een lichte bestelwagen. Er ontstond een ontwerp en prototype van een kleine sedan maar door de Tweede Wereldoorlog werd de ontwikkeling daarvan gestaakt. Toen de oorlog ten einde was, bleek de fabriek bijna geen schade te hebben geleden door het bombardement op Hiroshima en werd de productie van auto’s hervat.
In de jaren 50 begon het bedrijf met bouwen van vrachtwagens en was de eerste personenauto in 1960 de R-360 Coupé, was een kleine tweezitter met een 356 cc-motor met luchtkoeling dat 16 pk en leverde een topsnelheid van 90 kilometer per uur. Een kleine 23.000 stuks werden er geproduceerd. In 1962 kwam de P-360 Carol, als twee- en vierdeurs-sedan. Met deze sedan was Mazda de auto producent met een aandeel van 67%  van de totale Japanse autobranche. Omdat de Carol een watergekoelde motor had, steeg het vermogen naar 20 pk. Dit gaf een topsnelheid van 105 km/u. In 1964 ging de cilinderinhoud omhoog, naar 586 cc wat een motor met 28 pk opleverde.
In 1961, werd een verdrag afgesloten met het Duitse NSU om het principe van de wankelmotor te mogen gebruiken en verder te ontwikkelen. De merknaam Mazda werd hiervoor gebruikt. Vanaf 1967 produceerde Mazda dan ook een auto met een wankelmotor genaamd, de Mazda 110 S Cosmo.
In 1964, kwam de Familia-serie op de markt. Technisch was het een vooruitstrevend model met een lichtmetalen viercilindermotor met bovenliggende nokkenas (SOHC), vierversnellingsbak of een tweetraps automaat. Later kwam er van deze auto ook een coupémodel. Die kreeg ook een andere motor: een 985 cc, met 68 pk. De auto had een top van 145 km/u. In 1970 werden de auto's herzien en kregen ze standaard allemaal de 985 cc-motor. Daarbij kwam ook een 1272 cc-motor met 87 pk en zelfs een tweeschijfs wankelmotor.
In 1970 begonnen Mazda en Ford Motor Company over samenwerking te praten en in 1979 nam Ford een aandelenbelang van 25% in het bedrijf. Eind jaren 80 raakte Mazda in financiële problemen. Het had fors geïnvesteerd, maar de Japanse economie stortte in met verstrekkende gevolgen voor Mazda. Ford moest financieel bijspringen en verhoogde het belang naar 33,4% en werd veruit de belangrijkste aandeelhouder. Nadat Mazda het weer op orde had verkocht Ford zijn 20% aandelen aan Mazda zelf en Ford stevende in 2008 zelf op een faillissement af. Ford had per eind 2014 nog maar 2% van de aandelen in handen, maar een jaar later waren deze ook verkocht.
Begin 2002 kwam Mazda met de Mazda6 en in 2003 de RX-8. Deze auto is uitgerust met een moderne uitvoering van de rotatiemotor. De RX-8 werd bekroond met de award voor “International Engine of the Year”. In 2015 kwamen de Mazda2, de compacte SUV Mazda CX-3 en de 4de generatie van de Mazda MX-5. Ook kregen de populaire Mazda CX-5 in 2017 en Mazda6 een update.
Sinds 2012 heeft Mazda een assemblagefabriek in Vladivostok. Mazda Sollers Manufacturing Rus heeft van 2012 tot 2018 zo'n 188.000 voertuigen gefabriceerd en de meeste zijn per trein naar west Rusland getransporteerd. De Russische overheid betaalt voor een groot deel de transportkosten. Op 10 september 2018 was de officiële opening van een motorenfabriek in dezelfde plaats met dezelfde partner. Hier kunnen zo'n 50.000 motoren worden gemaakt met bestemming de assemblagefabrieken van Mazda in Japan.
Op 30 januari 2020 vierde het bedrijf het 100-jarig bestaan.

## In Nederland
In 1967 kwamen de eerste Mazda's naar Nederland, ze werden geïmporteerd door de Hollandse Auto Import maatschappij, gevestigd te Wassenaar. Men introduceerde een vierdeurs middenklasser, de Mazda 1500 (vanaf 9.995 gulden) naar ontwerp van Nuccio Bertone. De 1500 was er in diverse uitvoeringen, waaronder een Estate en een 1500 SS met meer motorvermogen. Per 1 januari 1969 werd Auto Palace in Den Haag aangesteld als importeur van Mazda. De prijs van de 1500 werd aanmerkelijk verlaagd. In 1969 werd het aantal modellen uitgebreid en werden al 602 Mazda's verkocht. De Mazda-import was ondergebracht in een nieuwe werkmaatschappij: Auto Palace - de Binckhorst, dit zou bijna 40 jaar zo blijven. Vanaf 1 oktober 2008 werden de importactiviteiten overgenomen door Mazda Motor Nederland.
In Nederland kreeg het automerk nationale bekendheid door de onorthodoxe televisiereclames die het begin jaren 90 gebruikte. Zo had ze een reclame met zes springende kabouters die de cilinders van de Mazdamotor uitbeeldden. Dat groepje verbeeldde de kleine 6-cilindermotor van slechts 1,8 liter.

## Mazda-logo's
| Datum        | Logo | Uitleg |
| ------------ | ---- | --- |
| 1934 – 1936  |      | Het eerst geregistreerde logo, dat te vinden was op de driewielers in 1936. |
| 1936 – 1962  |      | Het eerste met dat doel ontworpen logo bestaat uit twee bergen die de stad Hiroshima representeren, drie keer de letter M die staan voor ‘’Mazda Motor Manufacturer’’ en vleugels wat behendigheid en snelheid uitbeeld. |
| 1962 – 1975  |      | Het symbool en merk logo dat het te zien was op auto’s van Mazda tot 1975. |
| 1975 – 1991  |      | Tussen 1975 en 1991 had Mazda geen officieel merklogo, alleen een gestileerde versie van de naam. |
| 1991 – 1992  |      | In 1991 introduceerde Mazda een logo dat een zon en een vlam moest uitstralen voor de passie voor auto’s. |
| 1992 – 1997  |      | Kort na het vorige uitgebrachte logo werd het al snel aangepast omdat het heel erg leek op het symbool van Renault. |
| 1997 – 2016  |      | Een gestileerde “M” die Mazda met uitgeslagen vleugels voorstelt. |
| 2016 – heden |      | Vanaf 2016 zijn de kleuren van het woordmerk Mazda aangepast. |

## Modellen

### Wereldwijd
| Type                           | Datum     |
| ------------------------------ | --------- |
| Carol                          | 1962      |
| MPV                            | 1988      |
| R 360                          | 1960–1964 |
| RX-5                           | 1975–1981 |
| Luce Legato                    | 1977–1981 |
| Cosmo Coupé                    | 1990–1995 |
| 800 / Mazda 1000 / Mazda 1300  | 1963–1977 |
| 110 S Cosmo Sport              | 1967–1972 |
| R100                           | 1968–1975 |
| R130 Coupé met 13A-Wankelmotor | 1969–1972 |
| 616                            | 1970–1977 |
| RX-2                           | 1971–1974 |
| RX-3 Versie Coupé, Limousine   | 1972–1977 |
| RX-4 Versie Coupé, Limousine   | 1972–1977 |
| Rotary Pickup                  | 1973–1977 |
| 818                            | 1973–1979 |
| 929                            | 1973–1992 |
| Parkway Rotary 26              | 1974–1976 |
| Road Pacer AP                  | 1975–1977 |
| 323                            | 1977–2003 |
| RX-7 typen SA (FB), FC, FD     | 1978–2002 |
| 626                            | 1979–2002 |
| Luce Topversie 929             | 1981–1986 |
| Cosmo AP RX-5                  | 1981–1990 |
| Luce Topversie 929             | 1986–1991 |
| MX-6                           | 1987–1997 |
| 121                            | 1988–2003 |
| MX-3                           | 1991–1998 |
| Xedos 6                        | 1992–1999 |
| Xedos 9                        | 1993–2002 |
| B-Serie                        | 1994–2006 |
| Demio                          | 1996–2003 |
| Premacy                        | 1999–2005 |
| Tribute                        | 2000–2008 |
| RX-8                           | 2003–2012 |
| 5                              | 2005–2015 |
| CX-7                           | 2006–2012 |

### Actuele Auto's Europa
| Type        | datum |
| ----------- | ----- |
| Mazda2      | 2003– |
| Mazda3      | 2003– |
| Mazda6      | 2002– |
| Mazda CX-30 | 2019– |
| Mazda CX-5  | 2012– |
| Mazda MX-5  | 1990– |
| Mazda MX-30 | 2020– |
| Mazda CX-60 | 2022– |

### Conceptauto's
- Mazda Vision Coupé
- Mazda Kai Concept
- Mazda Taiki
- Mazda Furai
- Mazda MX-5 Version Superlight
- Mazda RX-01
- Mazda RX-02

- Mazda RX-03
- Mazda RX-04
- Mazda RX-500
- Mazda RX-Vision
- Mazda Shinari16
- Mazda Koeru